# Луи Льо Во
Луи Льо Во (на френски: Louis Le Vau) е френски архитект, представител на класицизма.

## Биография
Роден е през 1612 година в Париж, Франция. Работи за Луи XIV. Съвместно с Шарл льо Брюн и Андре льо Нотър прави преустройство на замъка Во льо Виконт за принц Фуке. Като придворен архитект на Луи XIV, работи по централната част на Версайския дворец и източната му фасада.
Негово дело са проектите за църквата „Сен Сюлпис“, хотел „Ламбер“ и „Колежа на четирите нации“, и трите в Париж.
Умира на 11 октомври 1670 година в Париж на 58-годишна възраст.

## За него
- Hilary Ballon, Louis Le Vau: Mazarin's Collège, Colbert's Revenge, Princeton: Princeton University Press, 1999 ISBN 0-691-00186-3
- Alexandre Cojannot, Louis Le Vau et les nouvelles ambitions de l'architecture française, 1612-1654, Paris, Picard, 2012, 368 p., 216 ill. ISBN 978-2-7084-0936-1